# Перепелиця чорногорла
Перепелиця чорногорла (Dendrortyx leucophrys) — вид куроподібних птахів родини токрових (Odontophoridae).

## Поширення
Ендемік Мексики. Поширений в Трансмексиканському вулканічному поясі від штату Веракрус до Халіско, а також гірські регіони штатів Герреро та Оахака. Природним середовищем існування є субтропічний або тропічний вологий гірський ліс.

## Опис
Тіло завдовжки від 22 до 27 см, вага — 350—460 г. Забарвлення оперення коричневе; живіт світліший з невеликими темними плямами, а на спині — білі або сіруваті плями. Пір'я на лиці, гребіні та горлі чорні, але з двома білими лініями вгорі та внизу. Око, очне кільце і дзьоб червоні. Харчується квітами, бруньками, дрібними плодами та насінням бобових.